# Чиби
Чиби́ (кит. упр. 赤壁, пиньинь Chìbì) — городской уезд городского округа Сяньнин провинции Хубэй (КНР).

## История
Согласно одной из версий, именно на этой территории зимой 208-209 гг. произошла знаменитая битва при Чиби.
Изначально эти земли были частью уезда Шасянь (沙羡县). В 223 году они были выделены в отдельный уезд Пуци (蒲圻县). В эпоху Южной Тан северная часть уезда была в 953 году выделена в отдельный уезд Цзяюй.
Здешняя холмистая местность  издавна славились своим чаем. Центром чайной торговли традиционно был небольшой городок Янлоудун. Уже во времена империи Сун местный чай шёл в северный Китай и использовался для меновой торговли с монголами. К XVIII—XIX вв. Янлоудун стал исходным пунктом маршрута, по которому значительное количество чая отправлялось через северный Китай, Монголию и Кяхту в Россию. Видную роль в торговле чаем начиная с 1786 года играли купцы из Шаньси, но после Второй Опиумной войны, когда Ханькоу был открыт для международной торговли, в Янлоудун прибыли и иностранные, в частности русские купцы (1863 г). Лишь в 1873 г С. В. Литвинов перевёл свою фабрику кирпичного чая в более удобно расположенный Ханькоу, после чего значение Янлоудуна как торгового центра постепенно упало.
В 1949 году был образован Специальный район Мяньян (沔阳专区), и уезд вошёл в его состав. В 1951 году уезд был передан в состав Специального района Дае (大冶专区). В 1952 году Специальный район Дае был расформирован, и уезд перешёл в состав Специального района Сяогань (孝感专区). В 1958 году уезд был присоединён к уезду Сяньнин, но затем воссоздан. В 1959 году Специальный район Сяогань также был расформирован, и входившие в его состав административные единицы перешли под управление властей Уханя, где в 1960 году уезд Пуци опять был присоединён к уезду Сяньнин, но в 1961 году Специальный район Сяогань был воссоздан, и восстановленный уезд Пуци опять вошёл в его состав.
В 1965 году уезды Специального района Сяогань, лежавшие южнее Янцзы, были выделены в отдельный Специальный район Сяньнин (咸宁专区). В 1970 году Специальный район Сяньнин был переименован в Округ Сяньнин (咸宁地区).
Постановлением Госсовета КНР от 27 мая 1986 года уезд Пуци был преобразован в городской уезд. Постановлением Госсовета КНР от 11 июня 1998 года городской уезд Пуци был переименован в Чиби в честь исторического сражения.
Постановлением Госсовета КНР от 6 декабря 1998 года округ Сяньнин был преобразован в городской округ.

## Административное деление
Городской уезд делится на 3 уличных комитета, 10 посёлков и 1 волость.